# 抱石庵
抱石庵（ほうせきあん）は岐阜県岐阜市にある大正時代の民家。
哲学者・仏教学者である久松真一の自宅である。

## 概要
久松真一、及び父である大野定吉が1913年（大正2年）に建てた住宅である。抱石庵は久松真一の号であり、晩年（1974年から1980年）に暮らした岐阜の自宅の呼称である。
久松真一の書幅、関係資料を展示する施設として改修。2007年（平成19年）に久松真一記念館として開館している。
2017年（平成29年）10月27日に国の登録有形文化財に登録されている。登録有形文化財としての登録名称は抱石庵（久松真一記念館）である。

## 建物概要
1913年（大正2年）竣工の木造2階建瓦葺の近代和風建築の建物。1階には茶室がある。建築面積は100m2。

## 利用案内
- 所在地：岐阜県岐阜市長良福光228-2
- 開館時間：10:00 - 12:00、10:00 - 12:00[5]
- 開館日：毎月第2、第4日曜日（12月は第2日曜のみ）[5]

※観覧は予約制

## 交通アクセス

### 公共交通機関
- 岐阜バス「長良高見」バス停下車、徒歩約3分
  - JR東海道本線・高山本線「岐阜駅」（JR岐阜駅バスターミナル）、名鉄名古屋本線・各務原線「名鉄岐阜駅」（名鉄岐阜（神田町通り）より岐北線、岐阜板取線、岐阜高富線、高美線、茜部三田洞線、岐阜女子大線を使用。

## 周辺施設
- 岐阜高見郵便局
- 岐阜県立岐山高等学校
- 十六銀行高見支店